# Tipula (Bellardina) larga
Tipula (Bellardina) larga is een tweevleugelige uit de familie langpootmuggen (Tipulidae). De soort komt voor in het Neotropisch gebied.